# Sven Drakenberg (företagsledare)
Sven Börje Drakenberg, född 2 oktober 1898 i Billingsfors, Laxarby socken, Älvsborgs län, död 23 september 1995, var en svensk företagsledare.
Drakenberg, som var son till bergsingenjör Carl Drakenberg i adelsätten Drakenberg och Matilda Lindstein, diplomerades från Handelshögskolan i Stockholm 1921 och blev juris kandidat vid Uppsala universitet 1924. Han genomförde tingstjänstgöring 1924–1926, tjänstgjorde i Svea hovrätt och riksdagens konstitutionsutskott 1927–1929, var ombudsman vid Billeruds AB i Säffle 1930–1955 samt verkställande direktör för Elektriska AB AEG och Svenska AB Trådlös telegrafi i Stockholm 1956–1965. Han var styrelseledamot i Elektriska AB AEG till 1969 och i Svenska Kreditförsäkrings AB 1956–1969.